# 최다혜
최다혜(2003년 7월 29일 ~ )은 대한민국의 배우이다.

## 학력
- 서울공연예술고등학교 연극영화과 (2022년 졸업)
- 성신여자대학교 (2022년 ~ 현재)

## 출연작

### 드라마
| 연도 | 방송사    | 제목                             | 역할        | 비고     |
| ---- | --------- | -------------------------------- | ----------- | -------- |
| 2017 | JTBC      | 한여름의 추억                    |             |          |
| 2018 | SBS       | 미스 마: 복수의 여신             | 성해인      |          |
| 2018 | SBS       | 강남 스캔들                      |             |          |
| 2019 | tvN       | 자백                             | 어린 유현이 |          |
| 2019 | OCN       | 미스터 기간제                    |             |          |
| 2020 | 치즈필름  | 내 남사친의 새 여사친이 여우     | 다혜        | 웹드라마 |
| 2020 | 치즈필름  | 남자와 여자가 동시에 나를 좋아해 | 다혜        | 웹드라마 |
| 2021 | KBS1      | 태종 이방원                      | 경순공주    |          |
| 2022 | 네이버 TV | 두리안은 과일이 아니야           | 송세리      | 웹드라마 |
| 2023 | 콬TV      | 파랑의 온도                      | 차수아      | 웹드라마 |
| 2024 | JTBC      | 옥씨부인전                       | 차선희      |          |